# Iso Jänissaari
Iso Jänissaari är en ö i Finland. Den ligger i sjön Höytiäinen och i kommunen Polvijärvi i den ekonomiska regionen  Joensuu ekonomiska region  och landskapet Norra Karelen, i den sydöstra delen av landet, 400 km nordost om huvudstaden Helsingfors. Öns area är 37,3 hektar och dess största längd är 1,2 kilometer i sydöst-nordvästlig riktning.